# Hessa Al Jaber
Hessa Al-Jaber (en árabe: حصة الجابر) (Doha, 1959) es una ingeniera, académica y política catarí, Ministra de Información y Comunicaciones de Catar desde junio de 2013. Es la tercera mujer catarí en ocupar un cargo ministerial en su país.

## Biografía

### Educación
Es licenciada en Ciencias de Ingeniería de la Universidad de Kuwait y tiene una Maestría y Doctorado en Ciencias de la Computación en la Universidad George Washington en Washington, D. C., Estados Unidos.

### Carrera
Se desempeñó como Secretaria General del Consejo Supremo de Tecnologías de la Información y Comunicación (ictQATAR) desde su creación en 2005. Durante su cargo, supervisó la liberalización del mercado de telecomunicaciones catarí y buscó ampliar las TIC en la sociedad, modernizando la infraestructura. También se creó la red nacional de banda ancha y la Compañía de Satélites de Catar (Qatar Satellite Company), una empresa que lanzó el primer satélite catarí, el Es'hailSat, en agosto de 2013.
Actualmente es miembro de la Comisión sobre Banda Ancha para el Desarrollo Digital de la Unión Internacional de Telecomunicaciones (UIT) y de la Comisión OMS/UIT sobre información y rendición de cuentas para la salud de la mujer y del niño y miembro de varias juntas directivas, entre ellas: el Consejo de Administración de la Universidad de Catar, la Junta de Gobernadores de la Escuela Americana de Doha, los Periódicos de la Fundación Bloomsbury Catar, el Foro Nacional de Investigación de Catar, la Autoridad de Mercados Financieros de Catar y la Red de Consejeros del Foro Económico Mundial. También es la Presidenta Adjunta de la Compañía de Satélites de Catar y la Presidenta de la Junta Directiva de Qatar Assistive Technology Center, que asiste a cataríes con discapacidades.
Como académica, ha contribuido con estudios e investigaciones y brindado conferencias y simposios. Es investigadora en el campo de la informática.
En 2012, la revista Arabian Business nombró a Al-Jaber en el puesto 30 de las 100 mujeres árabes más poderosas de ese año.
El 16 de junio de 2013, el jeque catarí Tamim bin Hamad Al Thani decidió crear un Ministerio de Información y Comunicaciones, nombrando para el cargo a Al-Jaber. Es la tercera mujer en ocupar un ministerio en Catar. La primera en servir en el gabinete de Catar fue Sheikha bint Ahmed Al Mahmoud, nombrada Ministra de Educación en 2003, mientras que Ghalia bint Mohammed Al Thani se desempeñó anteriormente como Ministra de Salud Pública.